# Isbergues
Isbergues è un comune francese di 9 428 abitanti situato nel dipartimento del Passo di Calais nella regione dell'Alta Francia.
Nel 1996 i comuni di Molinghem e Berguette si sono fusi ad Isbergues.

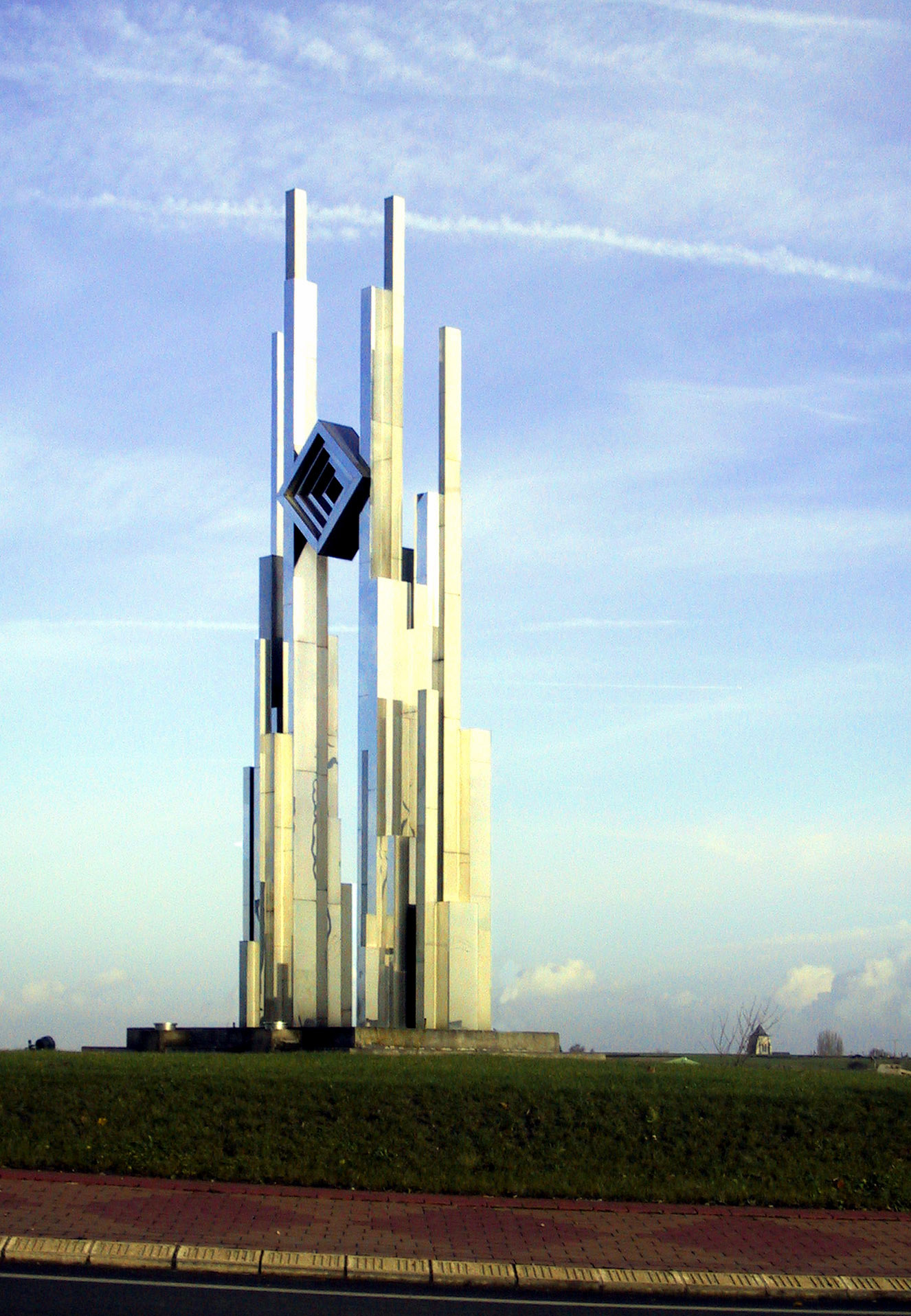
Monumento in acciaio inox

## Società

### Evoluzione demografica
Abitanti censiti